# هیریشتا بهات
هیریشتا بهات (به انگلیسی: Hrishitaa Bhatt) (زاده ۱۰ مهٔ ۱۹۸۱) بازیگر، مدل هندی است.
از فیلم‌هایی که وی در آن نقش داشته‌است می‌توان به آشوکا اشاره کرد.

## فیلم‌شناسی
فهرست برخی از فیلم‌هایی که هیریشتا بهات در آن‌ها به ایفای نقش پرداخته‌است:
- آشوکا
- شرارت
- جوانی دیوانگی
- کیسنا: شاعر جنگجو
- حاصل
- قاتل ۵۶
- حشیش
- اسم من آنتونی
- چهره
- ناگفته‌ها
- قلب و عاشقانه
- عروسک خیمه‌شب‌بازی